# Hogna rizali
Hogna rizali là một loài nhện trong họ Lycosidae.
Loài này thuộc chi Hogna. Hogna rizali được Alberto Barrion & James A. Litsinger miêu tả năm 1995.